# 愛知県道341号加茂川志賀線
愛知県道341号加茂川志賀線（あいちけんどう341ごう かもがわしがせん）は、愛知県豊田市内を通る一般県道である。

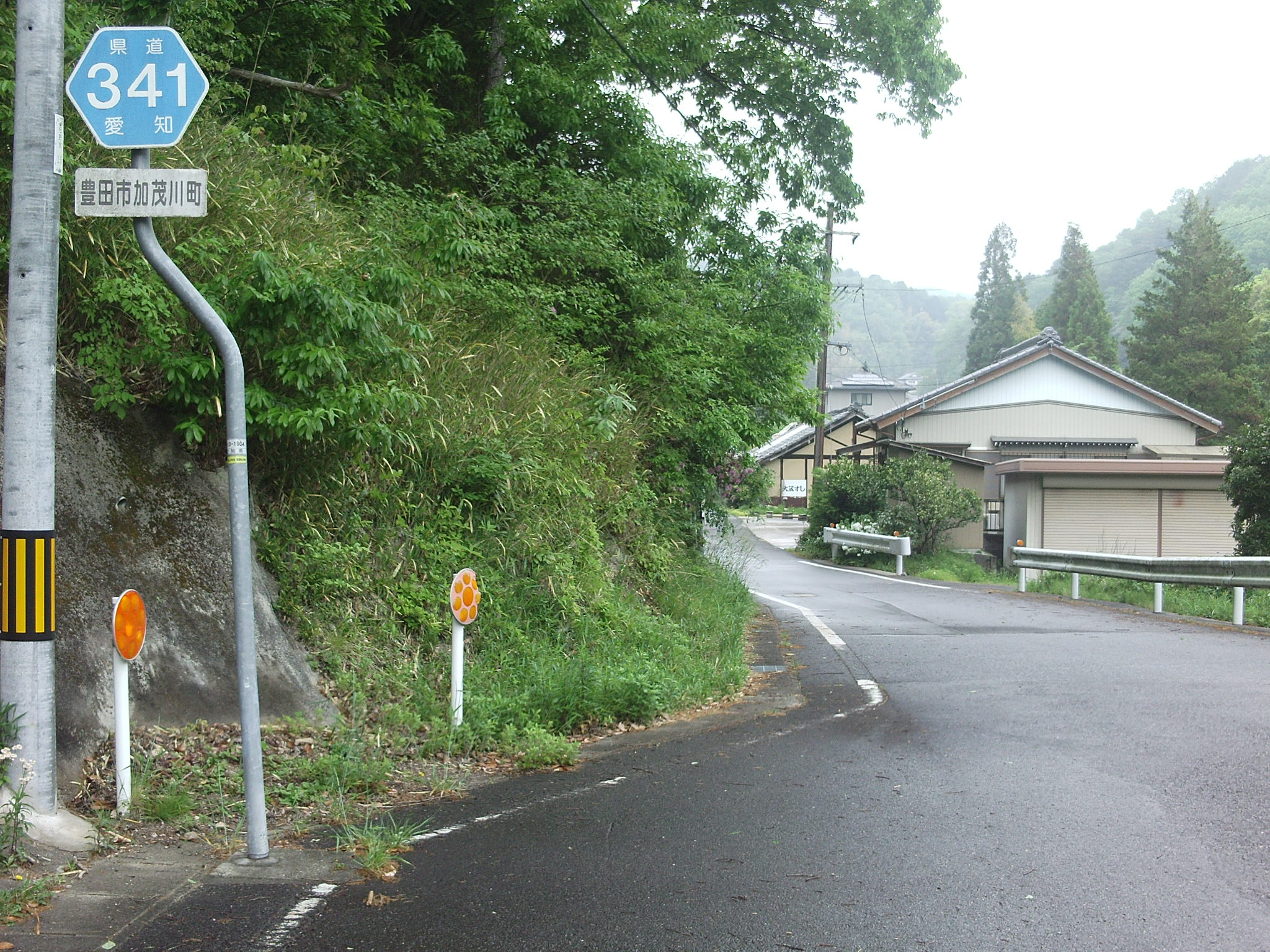
加茂川町（起点側）。郡界川（東加茂郡域と額田郡域の境界線）の流れに沿うように、その右岸を蛇行する。

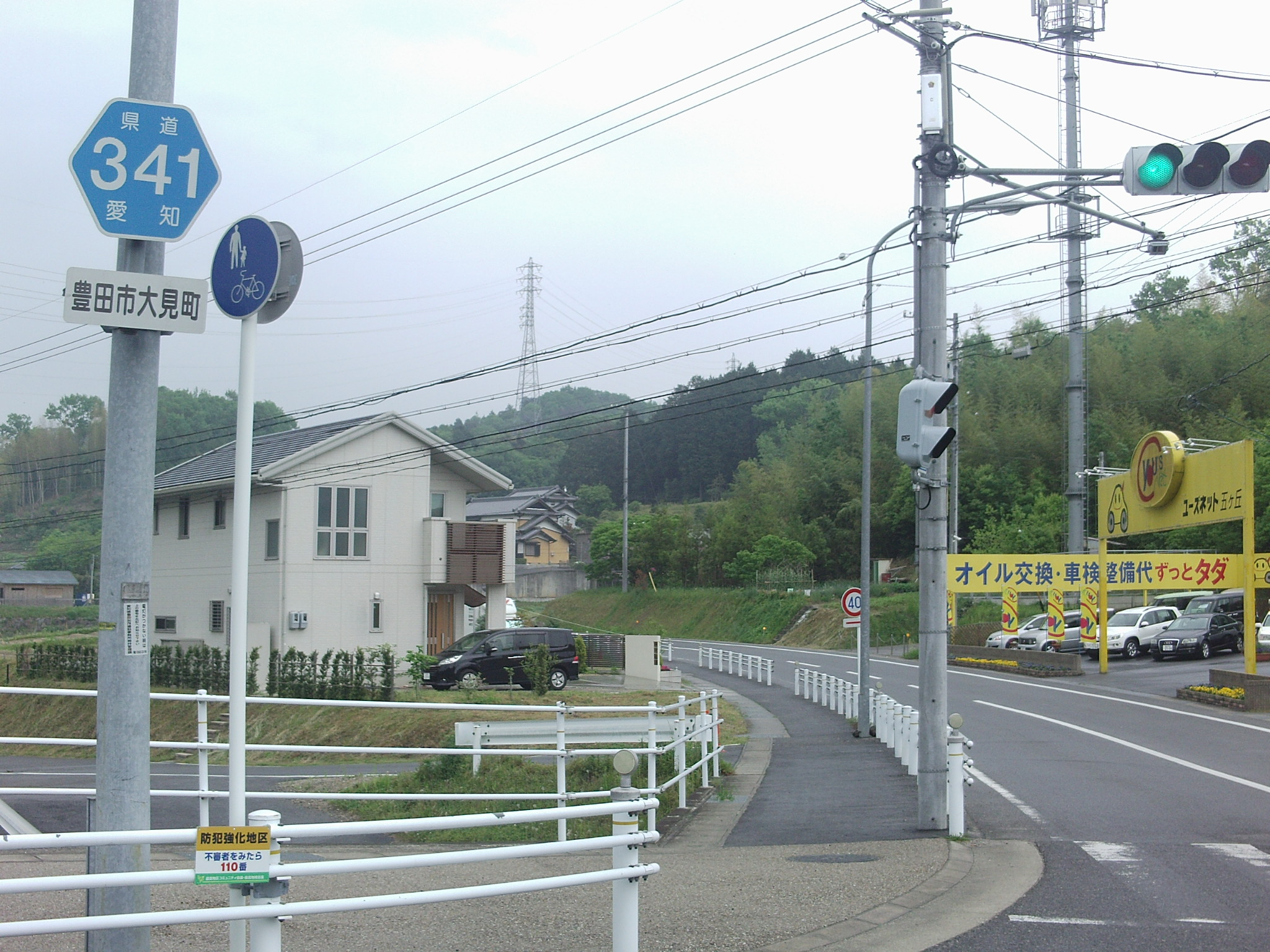
終点側。画像左手の路地が旧県道。右手の2車線で整備された道路が現道。

## 概要

### 路線データ
- 起点：愛知県豊田市加茂川町
- 終点：愛知県豊田市志賀町

## 沿革
- 1972年9月6日：認定

## 通過する自治体
- 愛知県
  - 豊田市

## 接続する道路
- 愛知県道338号花沢桑原線（加茂川町本郷）
- 愛知県道39号岡崎足助線（足助街道）（中垣内町辨天/中垣内町高瀬 - 中垣内町本屋敷交差点で重複）
- 愛知県道491号豊田環状線（中垣内町本屋敷交差点 - 大見町1丁目交差点で重複）
- 豊田市道外環状線（大見町1丁目交差点）

## 沿線・周辺
- 東豊田変電所
- 中垣内町区民会館
- 豊田市立岩倉小学校